# 28799 Christopherford
28799 Christopherford è un asteroide della fascia principale. Scoperto nel 2000, presenta un'orbita caratterizzata da un semiasse maggiore pari a 2,248494 UA e da un'eccentricità di 0,144776, inclinata di 3,327183° rispetto all'eclittica. Ha un diametro di 2,698 km.